# セントジョージ海峡

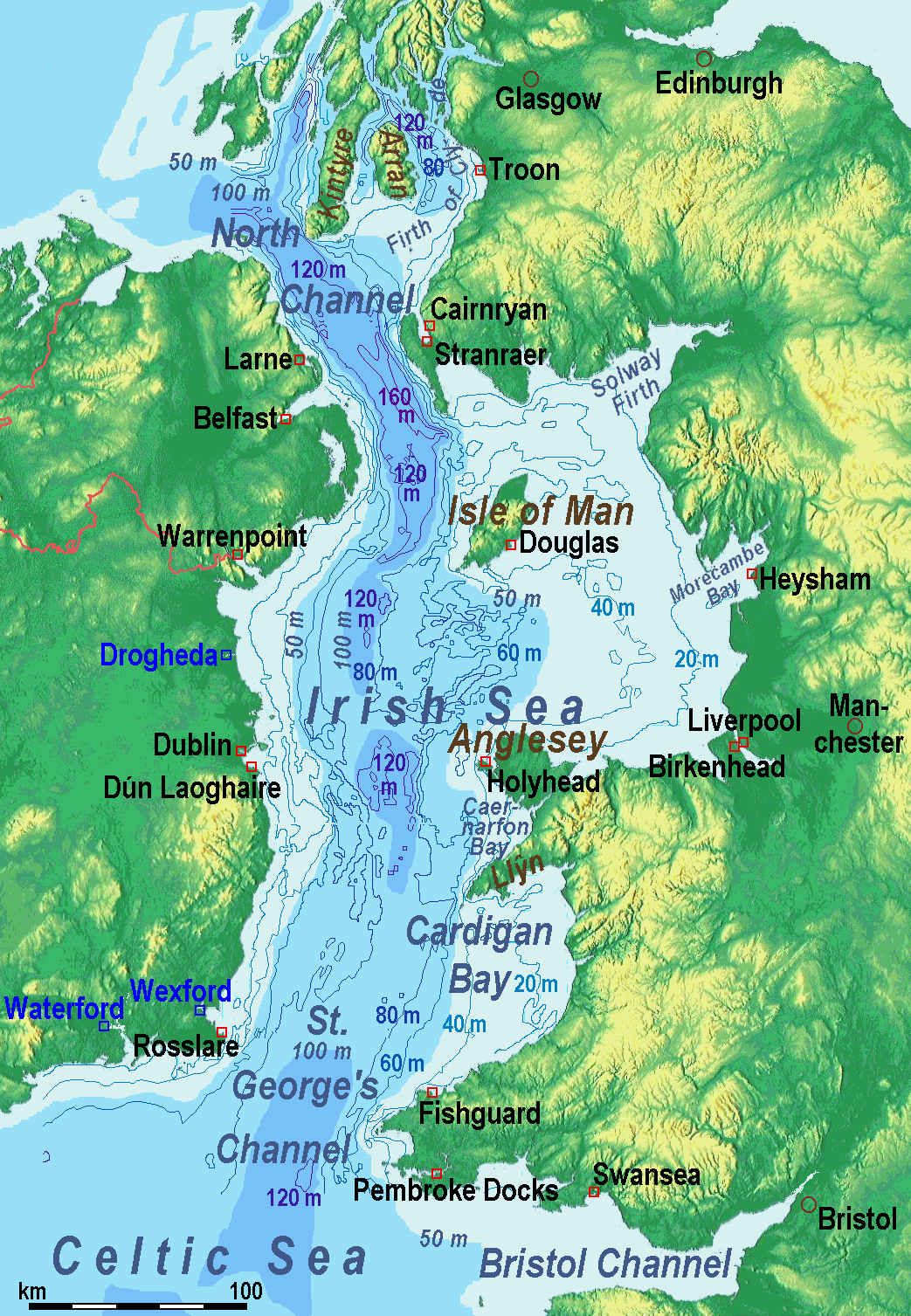
セントジョージ海峡の周辺図

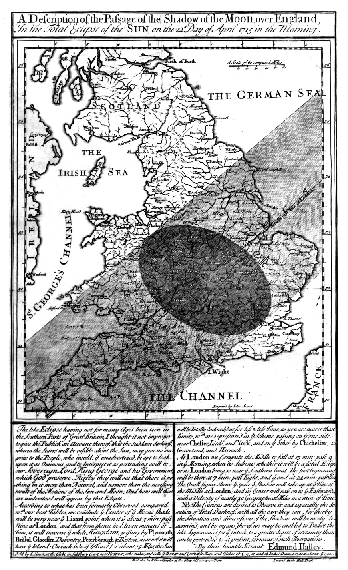
1715年に日食が起きた地域を示した、エドモンド・ハレー作製の地図。セントジョージ海峡の名前が見える

セントジョージ海峡（英: St George's Channel、ウェールズ語: Sianel San Siôr、アイルランド語: Muir Bhreatan）は、グレートブリテン島とアイルランド島のあいだにある海峡。北にアイリッシュ海、南西にケルト海がある。
古くより、この水域はアイリッシュ海 (Irish Sea) やアイリッシュ海峡 (Irish Channel) とも呼ばれてきた。その範囲については、ウェールズとレンスターのあいだとする地理学者がいる一方で、サウス・ウェスト・イングランドとマンスター東部のあいだまで至るとする説もあるが、後者の延伸部は1970年代よりケルト海と呼ばれるようになった。アイルランドでは、ウェックスフォード県のカーンソア岬とペンブルックシャーのセントデービッズ岬のあいだにあたる、海峡の北西部のみを「セントジョージ海峡」と呼び習わしている。「海峡間旅行」や「海峡間ダービー」など、グレートブリテン島とのあいだという意味で海峡間 (cross-channel) ということばが使われることも多い
。
国際水路機関の『大洋と海の範囲』（第3版、1953年）では、「アイリッシュ海およびセントジョージ海峡」の南限は「セントデービッズ岬とカーンソア岬を結ぶ線」であるとされており、アイリッシュ海とセントジョージ海峡は区別されていない。しかし、2002年に出された第4版の草稿では「セントジョージ海峡」の語が省略されている。
海峡の名前は古代にビザンティン帝国からブリタンニアまで旅した聖ゲオルギオスが、この海峡を通ってグレートブリテン島に到達したという伝説に由来するとされ、1578年、マーティン・フロビッシャーの第二次航海の記録にみられるのが初出である。アイルランドに入植したイングランド人により、アイルランドにもこの呼び名が広まった。